# Nicolaus Mercator
Nicolaus Mercator (tyska: Nikolaus Kauffmann), född 1620 i Holstein, död 1687 i Versailles, var en tysk matematiker.
Mercator kom, efter att ha studerat i Köpenhamn och Rostock, 1660 till England, där han blev en av de förste medlemmarna av Royal society. Han överflyttade sedermera till Frankrike och erhöll där åtskilliga praktiskt mekaniska uppdrag. 
Mercator författade ett stort antal matematiska och astronomiska arbeten. Bland dessa kan nämnas Trigonometria från 1650, Cosmographia från 1651 och det verk för vilket han är mest känd, Logarithmo-technica från 1668. 
I det sistnämnda beskrev han den så kallade Mercatorserien:
{\displaystyle \ln(1+x)=x-{\frac {1}{2}}x^{2}+{\frac {1}{3}}x^{3}-{\frac {1}{4}}x^{4}+\cdots .}

## Fotnoter
1. 1 2 3 4 5 6 7  MacTutor History of Mathematics archive.[källa från Wikidata]
2. 1 2  MacTutor History of Mathematics archive, läst: 22 augusti 2017.[källa från Wikidata]
3. ↑  Aaron Swartz, Open Library, Open Library-ID: OL4854570A, läst: 9 oktober 2017.[källa från Wikidata]
4. ↑  Early Modern Letters Online, EMLO-ID: 49c9bda1-8b8f-4deb-b972-337e17915ece, läst: 9 oktober 2017.[källa från Wikidata]
5. ↑  Complete Dictionary of Scientific Biography, Charles Scribner's Sons, 2008, ISBN 978-0-684-31559-1.[källa från Wikidata]
6. ↑  The Galileo Project.[källa från Wikidata]
7. 1 2 3  Tjeckiska nationalbibliotekets databas, NKC-ID: ntk20201087956, läst: 19 december 2022.[källa från Wikidata]
8. ↑  Se registreringar av Nicolaus Mercator i Rostocker Matrikelportal